# Opel Zafira
Opel Zafira (укр. Опель Зафіра) — компактний мінівен, який виготовляє німецький автовиробник Opel з 1999 року.

## Перше покоління (1999—2005)

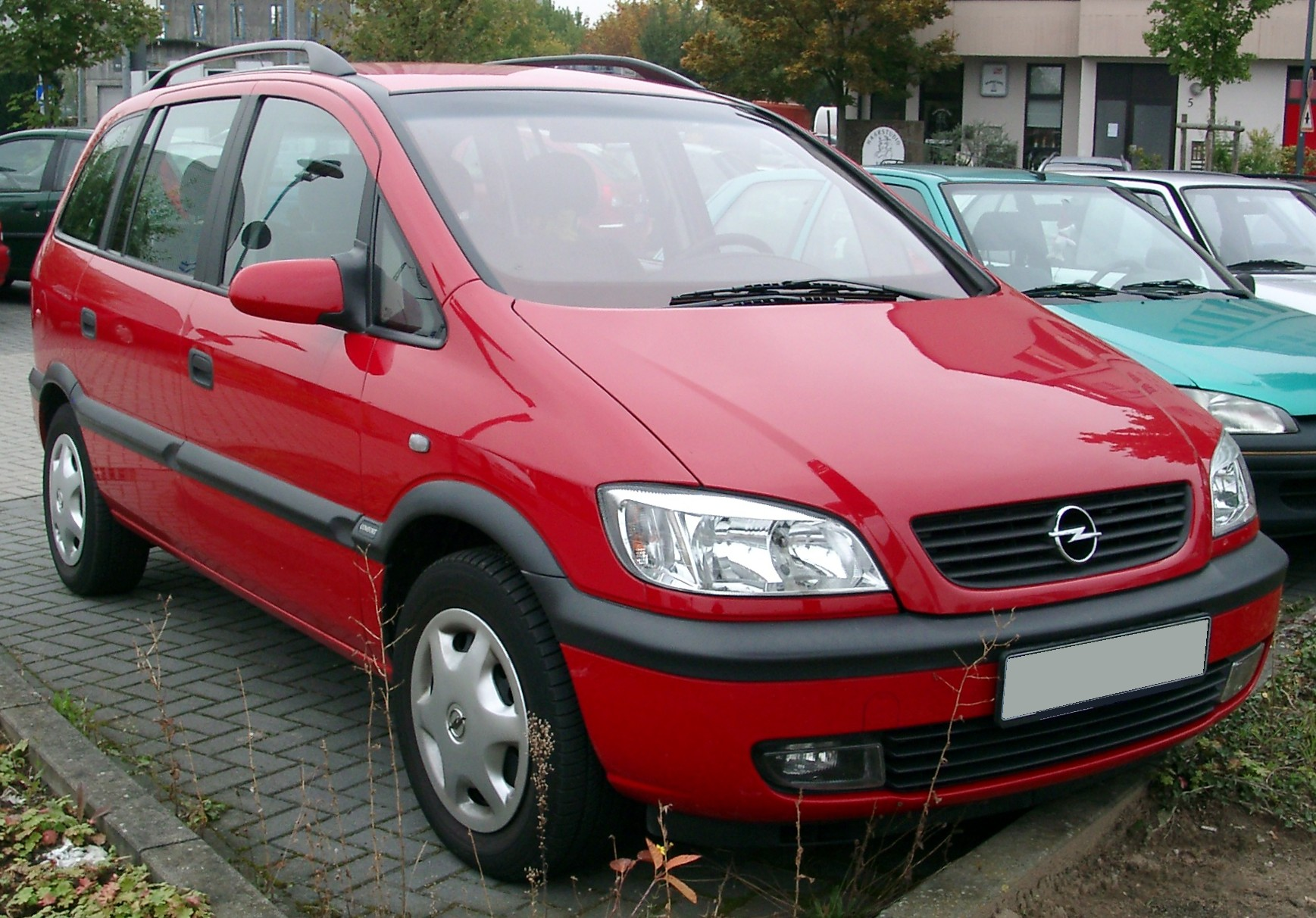
Opel Zafira A (1999—2003)

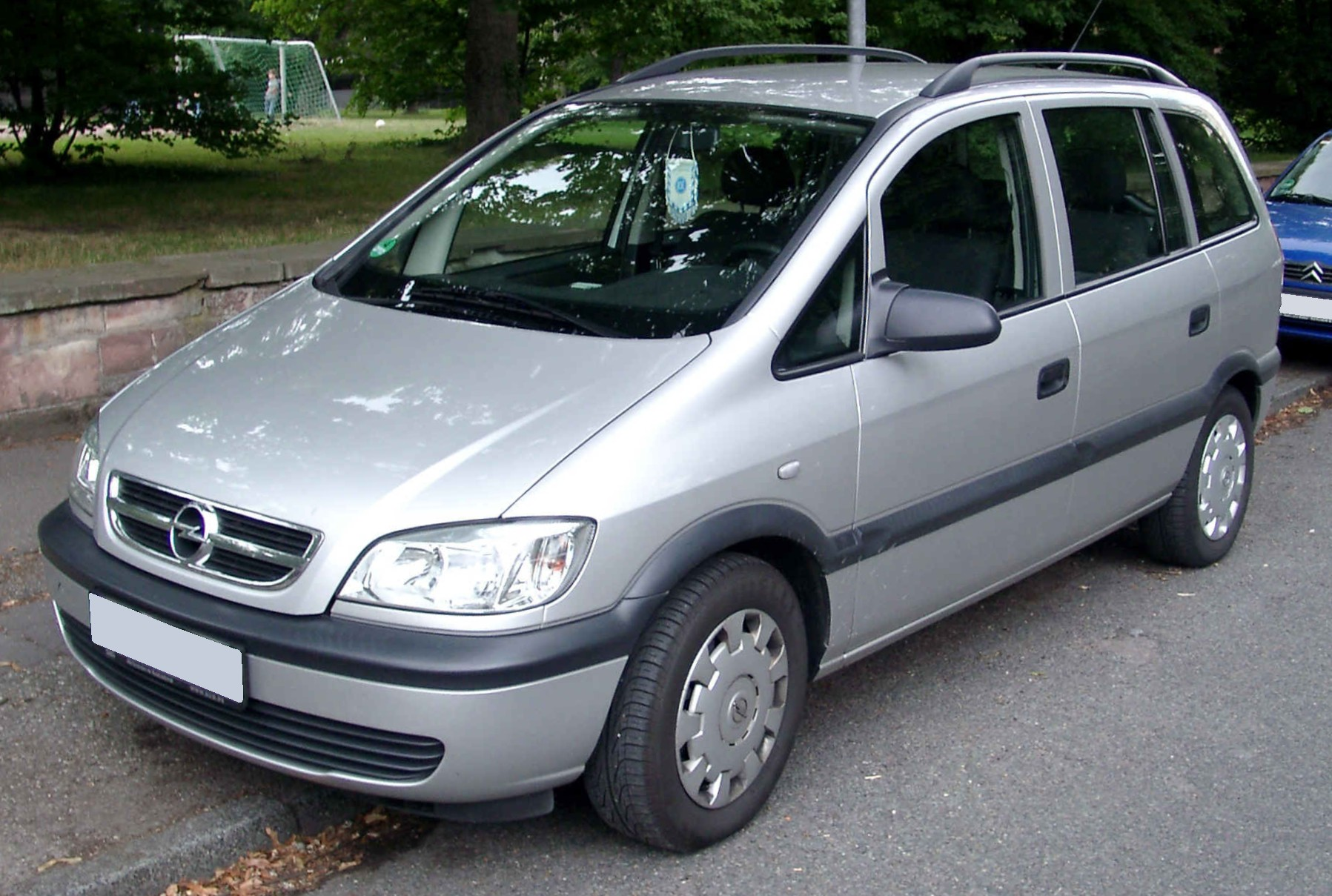
Opel Zafira A (2003—2005)

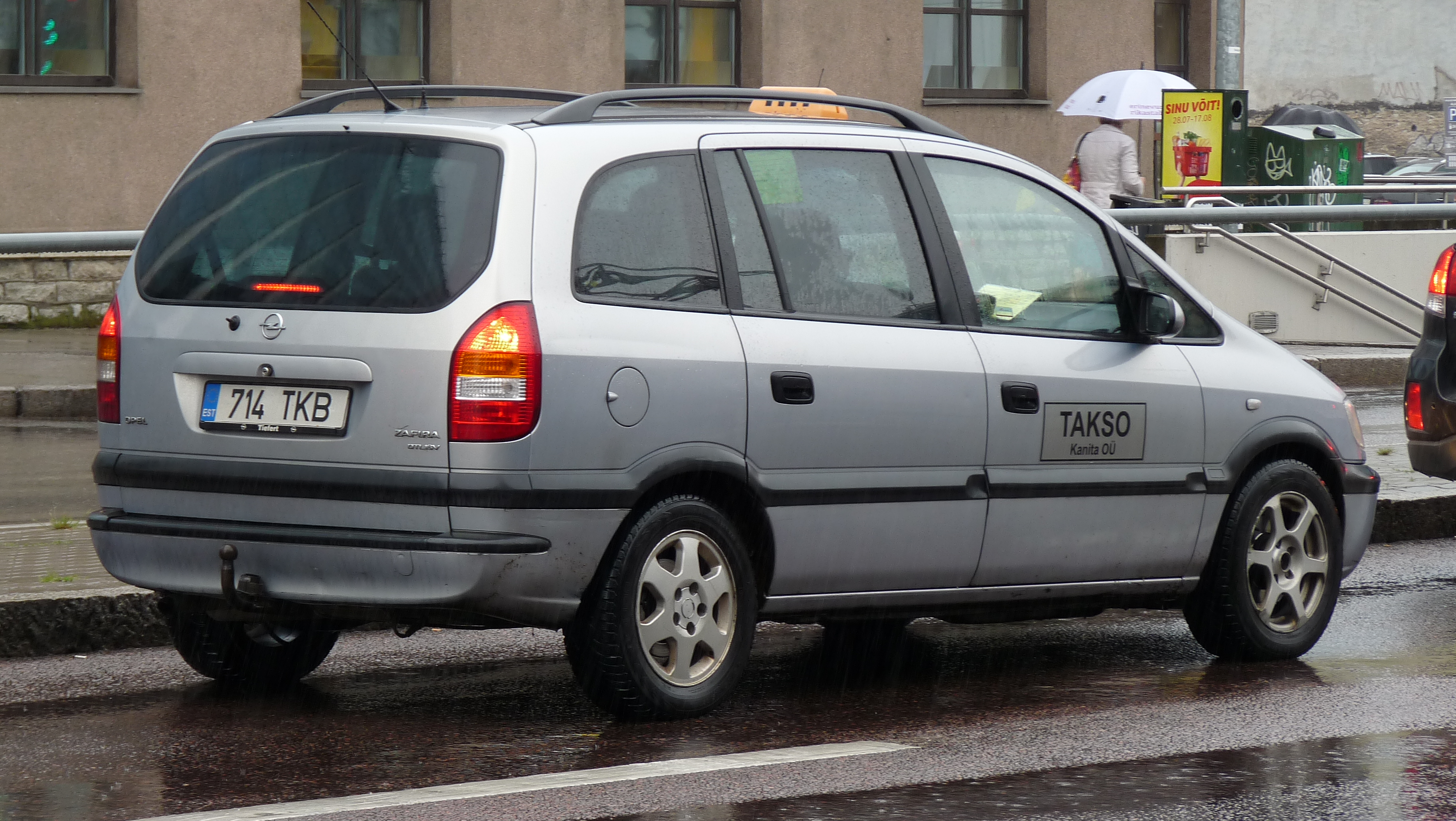
Opel Zafira A

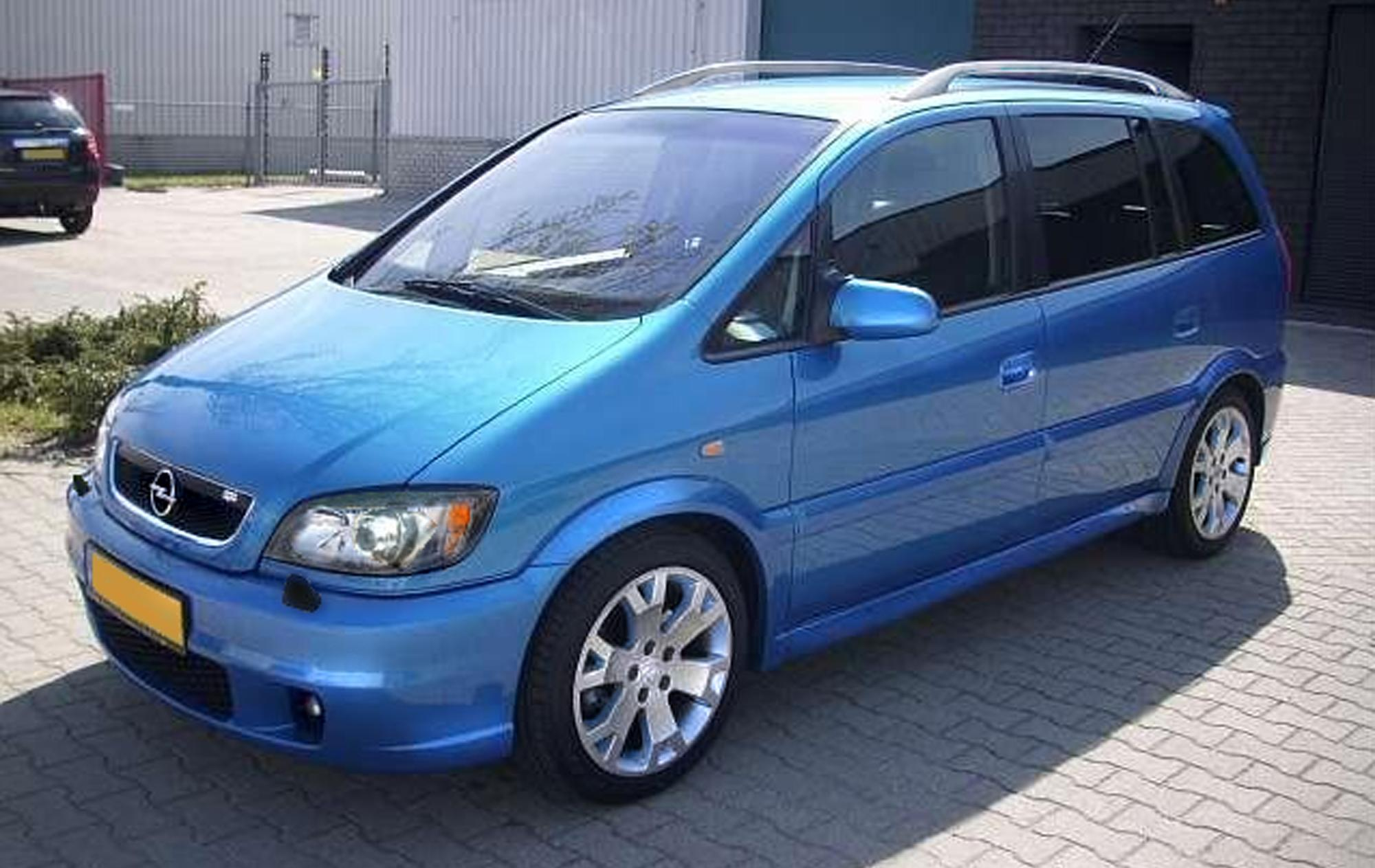
Opel Zafira A OPC

Семимісний компактвен з'явився в лінійці компанії Opel в 1999 році. Генерації позначалися буквами, тому первістку дістався індекс A. На різних ринках автомобіль називався по-різному (Opel Zafira — в Європі, Південній Африці, Китаї, Сінгапурі та Китаї; Vauxhall Zafira в Британії, австралійці та жителі Нової Зеландії отримали Holden Zafira; Латинська Америка, Таїланд, Індонезія і Філіппіни — Chevrolet Zafira; в Малайзії — Chevrolet Nabira, а в Японії компактвен випускався з шильдиками Subaru Traviq). Моторна лінійка була представлена чотирма бензиновими двигунами (1.6, 1.8, 2.0 Turbo, 2.2) і двома дизелями об'ємом 2.0 і 2.2 літри. Крім того, в 2001 році спортивним відділенням Opel Performance Center (OPC) був розроблений дволітровий турбодвигун потужністю 192 к.с. У 2005 році автомобіль перестали продавати в Європі і Японії, але продовжували реалізовувати на інших ринках, за винятком Австралії та Нової Зеландії.

### Двигуни
Бензинові
- 1.6 л 16V X16XEL I4 101 к.с. 150 Нм
- 1.6 л 16V Z16XE I4 101 к.с. 150 Нм
- 1.8 л 16V X18XE1 I4 115 к.с. 170 Нм
- 1.8 л 16V X18XEL I4 115 к.с. 170 Нм
- 1.8 л 16V Z18XE I4 125 к.с. 170 Нм
- 2.0 л 16V Z20LET turbo I4 192 к.с. 250 Нм
- 2.0 л 16V Z20LET turbo I4 200 к.с. 250 Нм
- 2.2 л 16V Ecotec Z22SE I4 147 к.с. 203 Нм

Дизельні
- 2.0 DI 16V X20DTL I4 82 к.с. 185 Нм
- 2.0 DTI 16V Y20DTH I4 101 к.с. 230 Нм
- 2.2 DTI 16V Y22DTR I4 125 к.с. 280 Нм

Газ
- 1.6 л CNG ecoFLEX Z16YNG 97 к.с. 140 Нм

## Друге покоління (2005—2011)

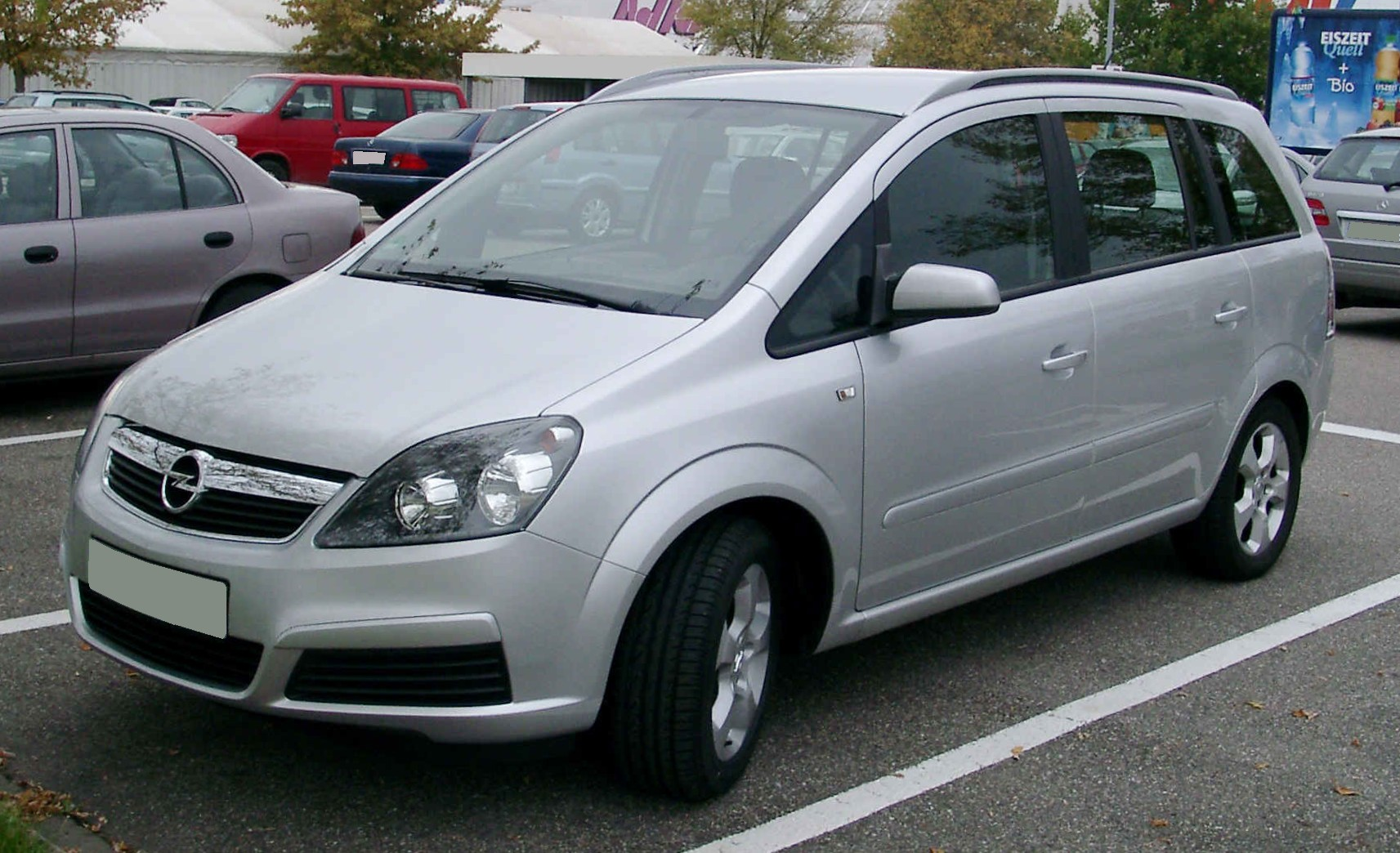
Opel Zafira B (2005—2008)

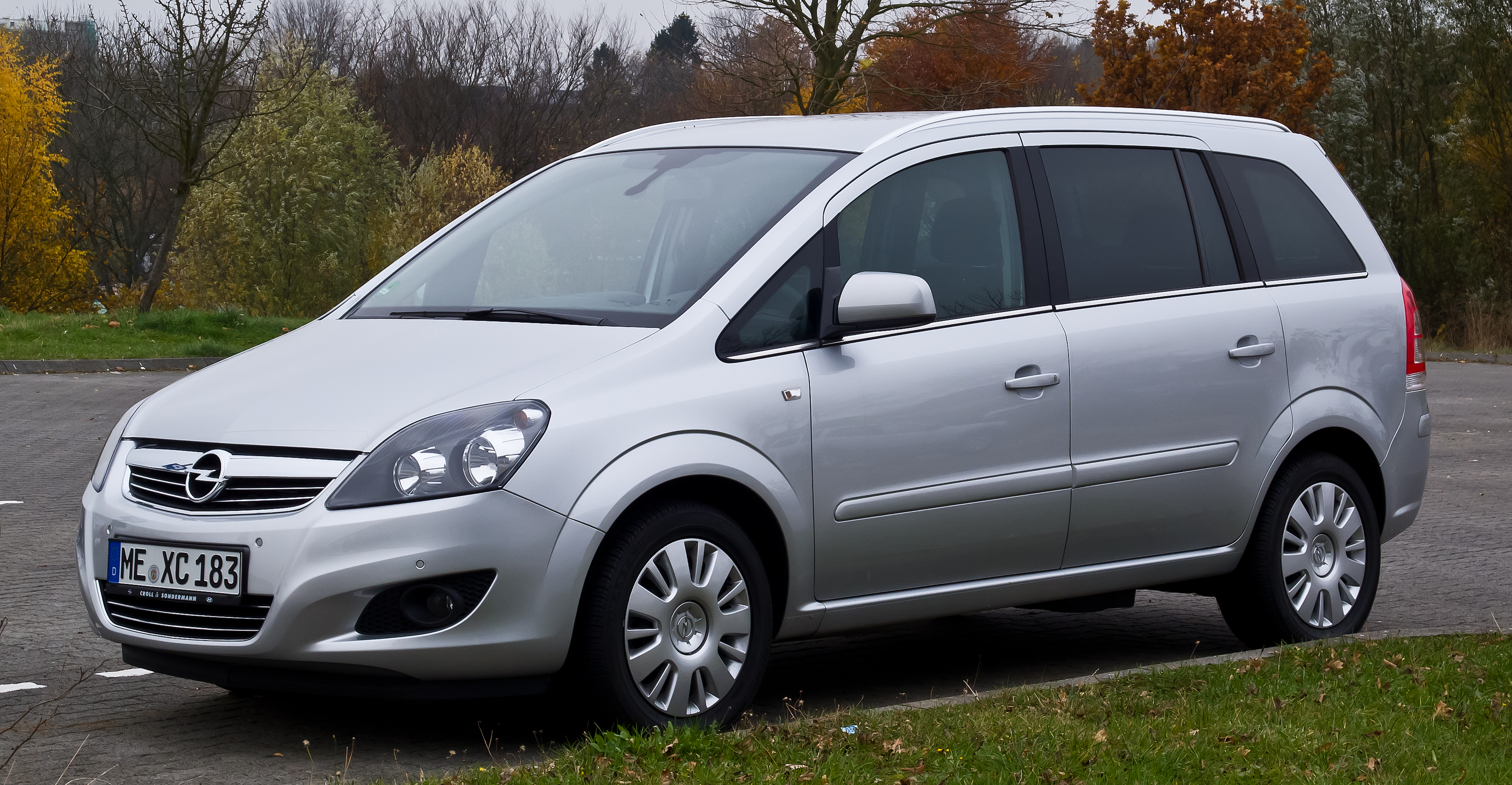
Opel Zafira B (2008—2011)

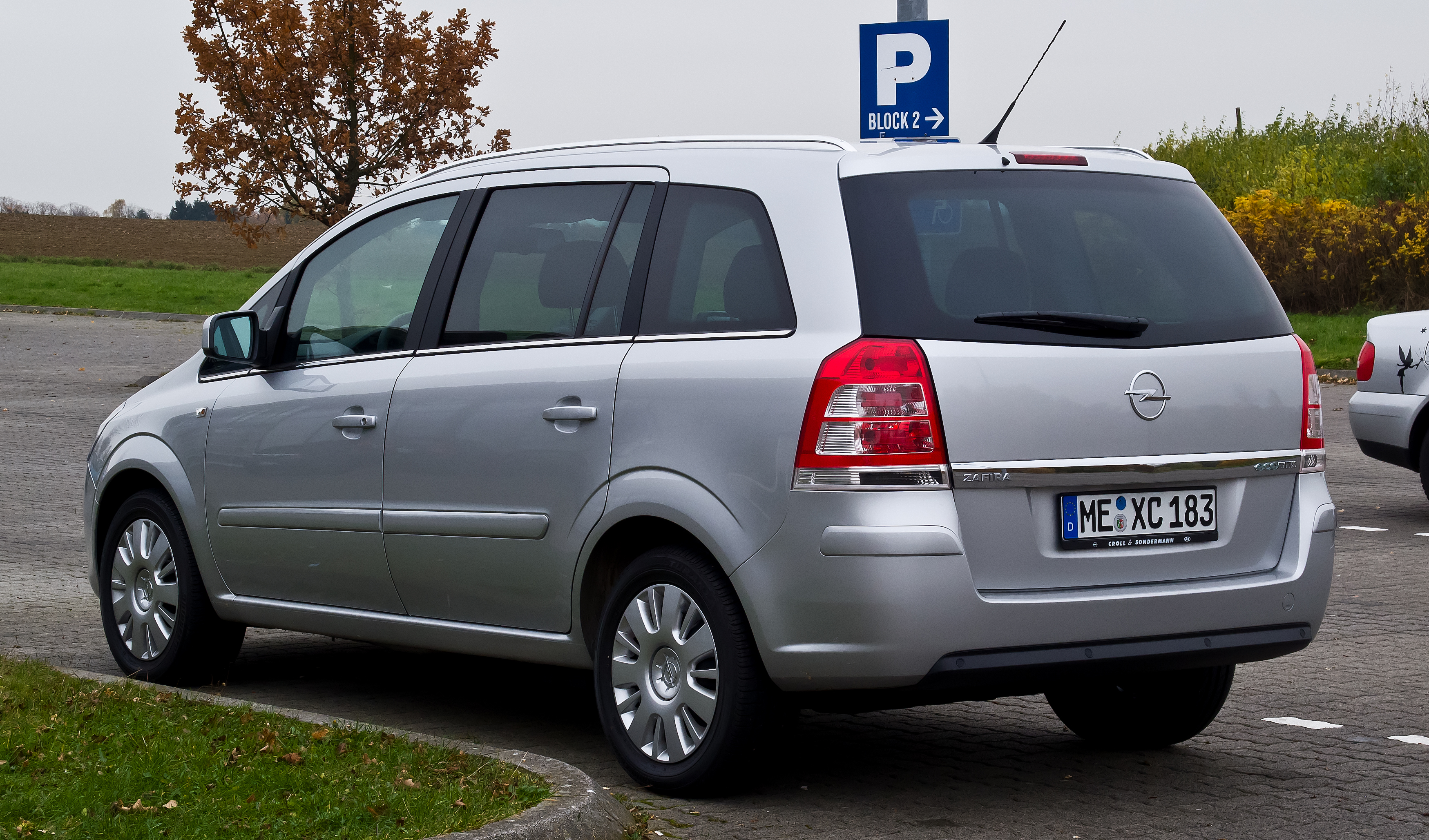
Opel Zafira B

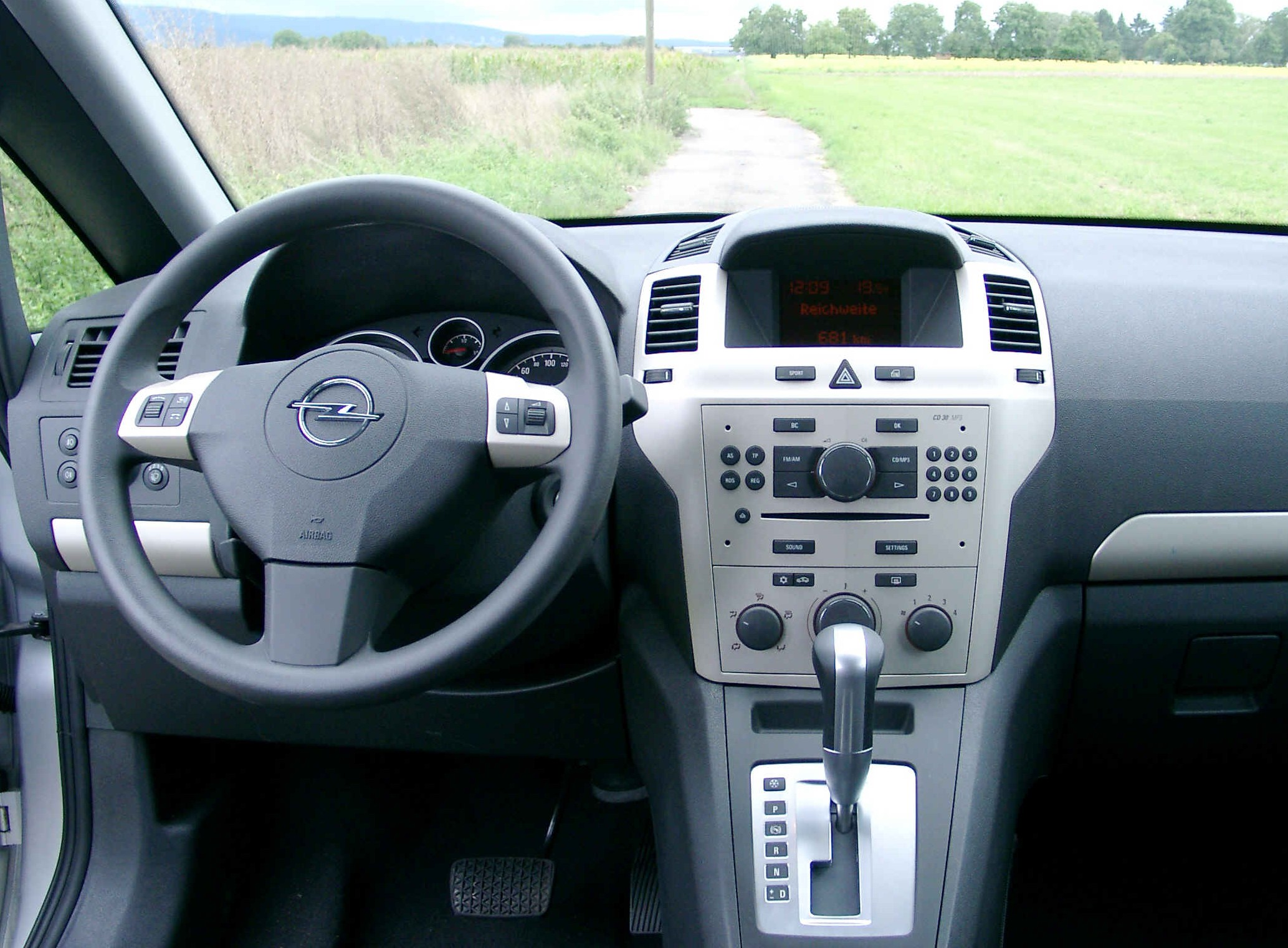
Салон Opel Zafira B

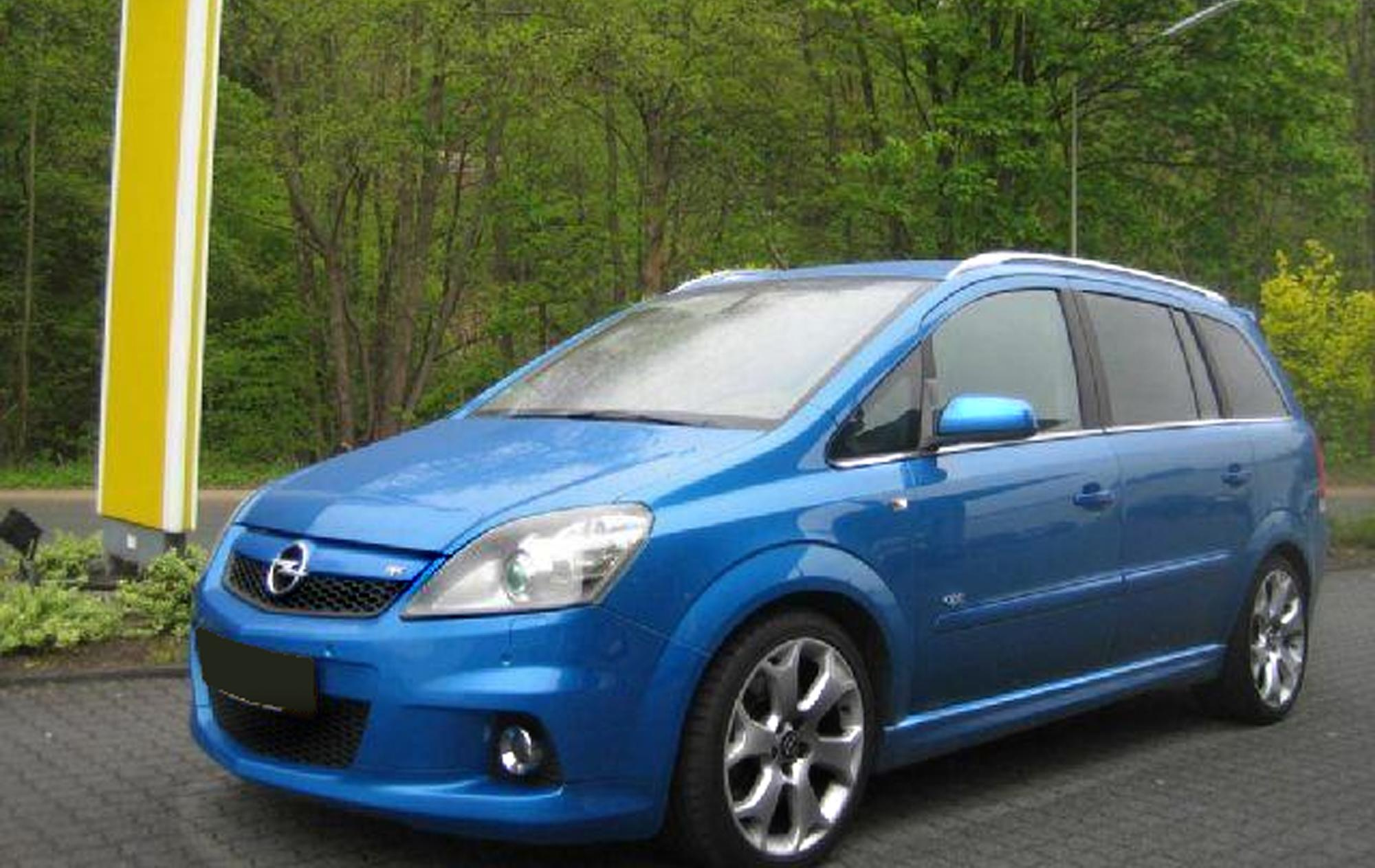
Opel Zafira B OPC

Друге покоління компактвена Opel Zafira дебютувало в 2004 році, а в продаж перші машини надійшли в 2005-му, правда, тільки в Європі. На інших ринках її приходу довелося чекати до 2006-го. У 2006 році Zafira увійшла до десятки найпопулярніших автомобілів у Великій Британії. Що стосується моторної лінійки, то старі дизелі (2.0 та 2.2 л) були замінені новими турбодизелями 1.9 з системою Common Rail. «Заряджена» версія OPC була вдосконалена і отримала 240 к.с. Крім цього з'явилася і версія, що працює на газі. У 2008 році модель зазнала рестайлінг.
Автомобіль пропонувався в трьох комплектаціях: Essentia, Enjoy і Cosmo. З урахуванням того, що на частку другий припадала левова частка продажів, нескладно скласти «портрет» автомобіля, привівши список доступного в комплектації устаткування: протитуманні фари, центральний замок з ДУ, передні електричні склопідйомники, протиугінна сигналізація, зовнішні дзеркала в колір кузова з підігрівом, бампери в колір кузова. Крім того — кондиціонер, складаний ключ запалювання, обтягнуте шкірою рульове колесо з декоративними вставками і клавішами управління аудіосистемою, підігрів сидінь. Zafira — ідеальний автомобіль для сім'ї. Салон, побудований за схемою 2-3-2 пропонує гнучкі можливості трансформації, завдяки системі Flex7®, що дозволяє легко організувати від 2 до 7 посадочних місць. Варто згадати і про модульною системою FlexOrganizer®, в яку входять спеціальні роздільники, сітки, гачки, контейнери та інші пристосування для зберігання речей. А при наявності в цілому близько 30 ємностей для зберігання великих і дрібних предметів цей мінівен — справжня знахідка для туриста.
Маючи багато спільного з Opel Astra, мінівен відрізняється простотою і надійністю ходової частини, яка використовує передню незалежну підвіску Макферсона і напівзалежну (торсіонна балка) задню. Передні гальма — дискові вентильовані, задні — дискові. Стандартно автомобіль комплектується 16-дюймовими легкосплавними колісними дисками (запасне колесо — повнорозмірне), а висота дорожнього просвіту становить 160 мм. Штатно передбачений захист картера.
До складу базового обладнання безпеки входить антиблокувальна система (ABS) з системою розподілу гальмівного зусилля, передні і бічні подушки безпеки водія і пасажира, система від'єднання педального вузла. З опцій доступні система електронного контролю стійкості і задній парктронік. Автомобіль отримав 5 зірок за рейтингом Euro NCAP — відмінний результат, якому передували серйозні розрахунки: для того, щоб «домогтися мінімальних пошкоджень і максимального обсягу захищеного простору при сильному лобовому, бічному або задньому зіткненні», структура кузова Opel Zafira була повністю розроблена на комп'ютері, а потім успішно випробувана в реальності.

### Двигуни
Бензинові
- 1.6 л Twinport Z16XEP I4 105 к.с. 150 Нм
- 1.6 л Twinport Z16XE1 I4 105 к.с. 150 Нм
- 1.6 л EcoTec Z16XER I4 115 к.с. 155 Нм
- 1.6 л ecoFlex (EcoTec) A16XER I4 115 к.с. 155 Нм
- 1.8 л A16XER I4 120 к.с. 175 Нм
- 1.8 л Ecotec Z18XER I4 140 к.с. 175 Нм
- 1.8 л Ecotec A18XER I4 140 к.с. 175 Нм
- 2.0 л Ecotec turbo Z20LER I4 200 к.с. 262 Нм
- 2.0 л Ecotec turbo Z20LEH I4 240 к.с. 320 Нм
- 2.2 л Direct Z22YH I4 115 к.с. 215 Нм

Дизельні
- 1.7 л CDTi Z17DTJ I4 110 к.с. 260 Нм
- 1.7 л CDTi A17DTJ I4 110 к.с. 260 Нм
- 1.7 л CDTi A17DTR I4 125 к.с. 280 Нм
- 1.9 л CDTi Z19DTL I4 100 к.с. 260 Нм
- 1.9 л CDTi Z19DT I4 120 к.с. 280 Нм
- 1.9 л CDTi Z19DTH I4 150 к.с. 320 Нм

Газ
- 1.6 CNG ecoFlex Z16YNG I4 94 к.с. 133 Нм
- 1.6 CNG Z16YNG I4 97 к.с. 140 Нм
- 1.6 CNG ecoFlex Turbo Z16XNT I4 150 к.с. 210 Нм
- 1.6 CNG ecoFlex Turbo A16XNT I4 150 к.с. 210 Нм
- 1.8 LPG ecoFLEX Z18XER I4 136 к.с. 166 Нм

## Третє покоління (2011—2019)

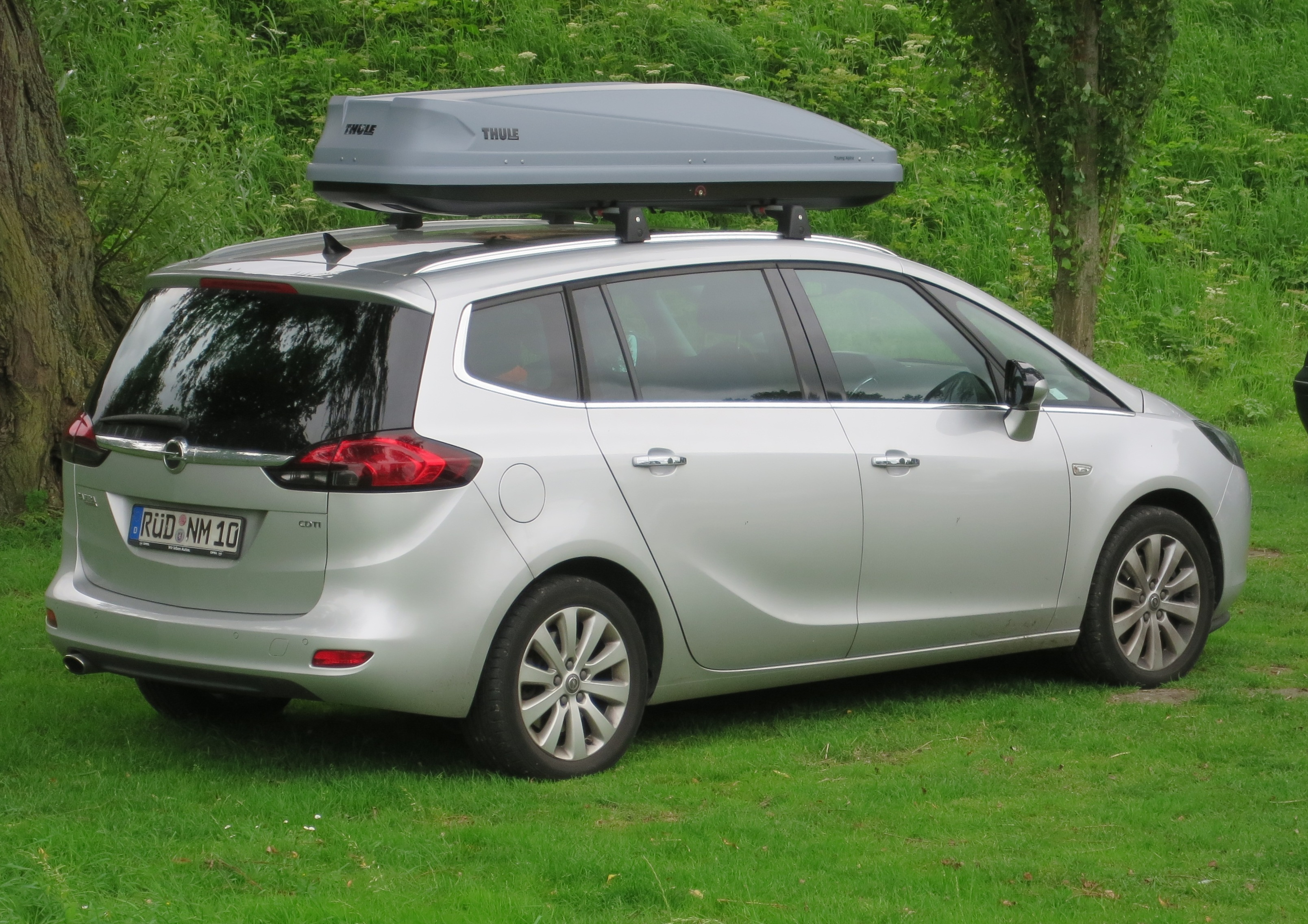
Opel Zafira Tourer

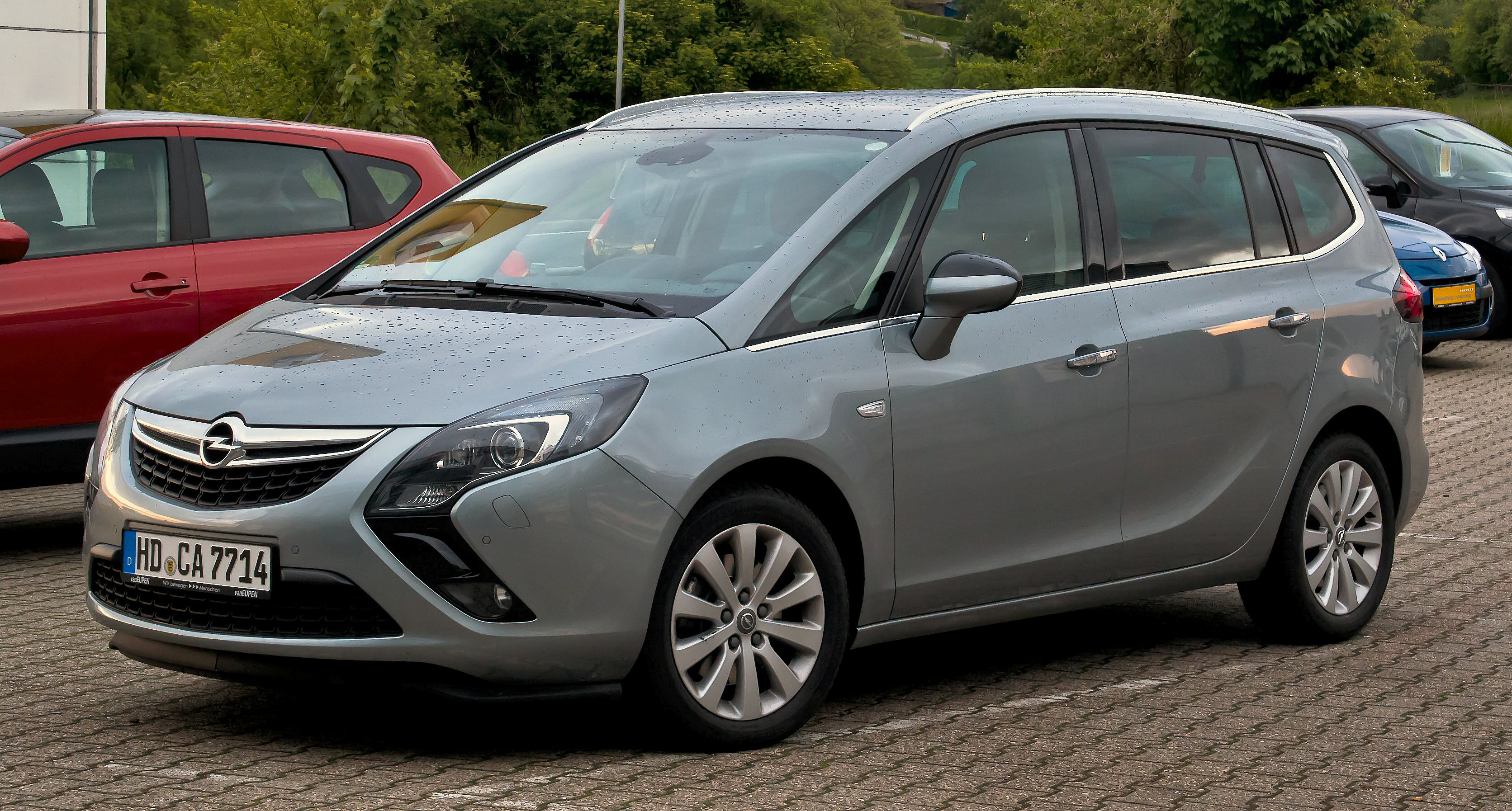
Opel Zafira Tourer (2011—2016)

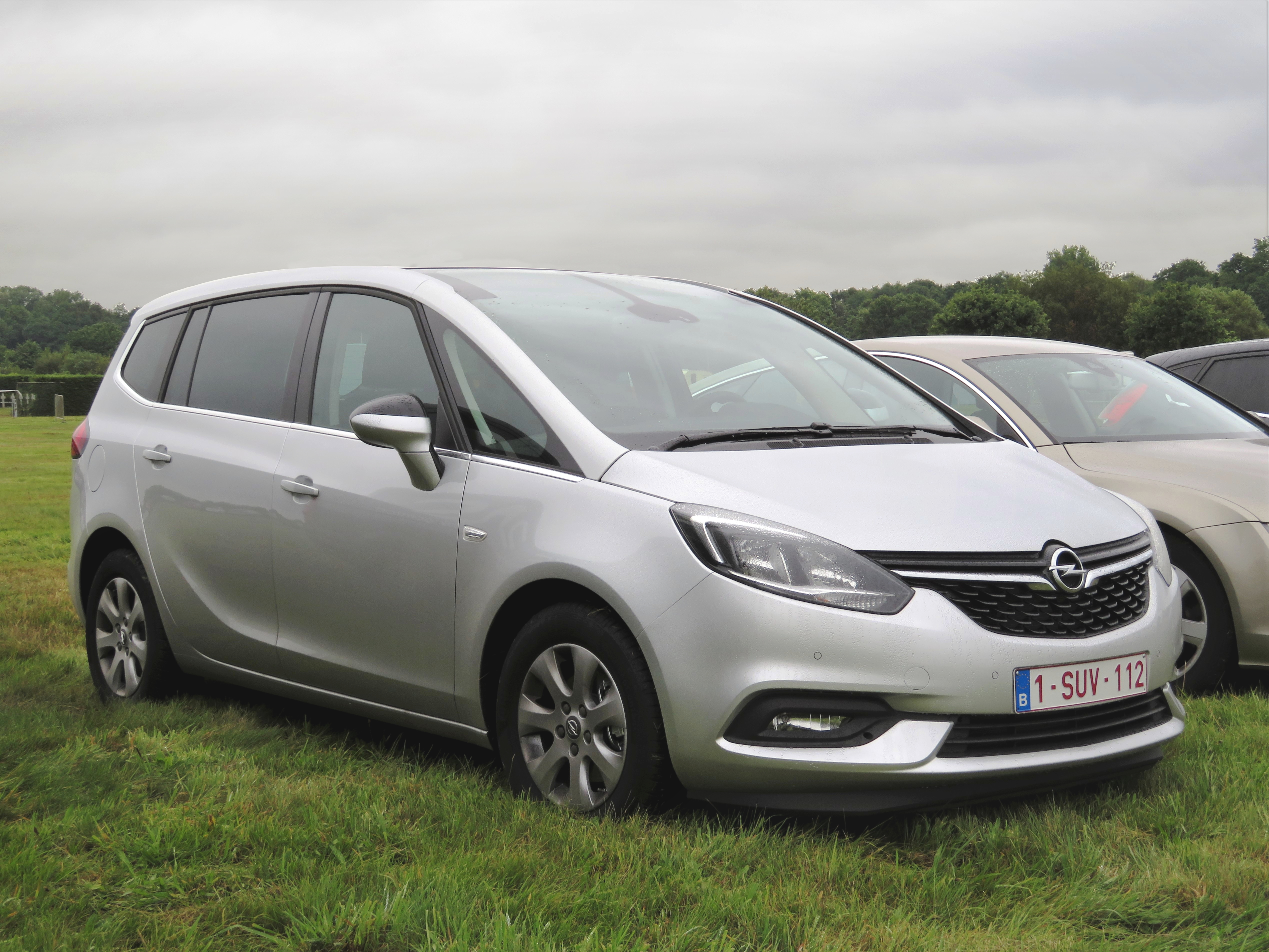
Opel Zafira ІІІ (з 2016)

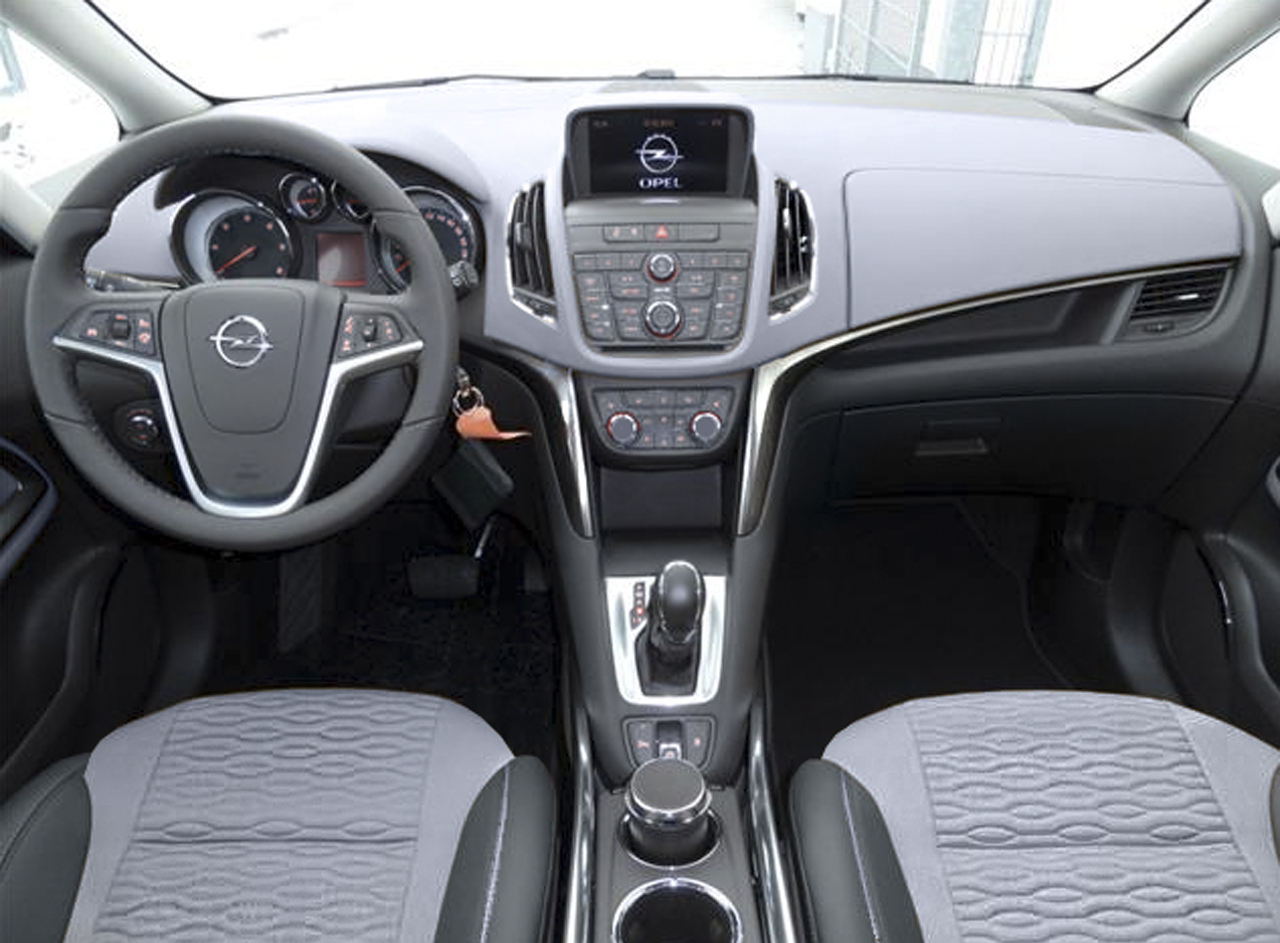
Салон Opel Zafira ІІІ

Автомобіль третього покоління, Zafira Tourer був представлений у вигляді концепт-кара в 2011 році на автосалоні в Женеві. Було оголошено, що коли Zafira Tourer C надійде в продаж, Zafira B буде продаватися як менший і дешевший варіант, а більша за розмірами Zafira Tourer C складе належну конкуренцію Ford S-Max.
Серійна версія була представлена у вересні 2011 року на автосалоні у Франкфурті і надійшла в продаж наприкінці 2011 року.
Zafira Tourer побудований на платформі Delta II, що використовує переднеприводное шасі з незалежною передньою підвіскою (McPherson). Позаду — напівзалежна підвіска торсіонного типу, доповнена механізмом Уатта, для забезпечення кращої керованості автомобіля. Таким чином, вийшов компромісний і дуже вигідний сплав між простотою і надійністю, хорошими динамічними показниками і (що важливо) компактністю конструкції підвіски, щоб виділити якомога більше місця під багажник.
З систем безпеки в Zafira Tourer присутні фронтальні і бічні подушки безпеки водія і переднього пасажира, система стабілізації ESP. У комплектації Enjoy автомобіль пропонує розширений список штатних функцій: датчик дощу, внутрішнє автозатемняюче дзеркало заднього виду, систему контролю за ближнім світлом High Beam Assist, автоматичне включення фар з визначенням тунелю. У комплектації Cosmo штатно передбачені система допомоги при рушанні на ухилі і камера заднього виду. Ну а в топової Business Edition стандартно встановлений пакет «Асистент водія», куди входять система динамічного регулювання дальності ближнього світла, система визначення відстані до переднього автомобіля, система розпізнавання дорожніх знаків з фронтальною камерою.
Версія автомобіля, оснащена газобалонним обладнанням, була показана в грудні 2011 року. Двигун цієї моделі дозволяє використовувати два види палива: зріджений природний газ і бензин. Однієї заправки скрапленого газу вистачає на 530 кілометрів, а 14-літровий бензиновий бак дозволяє доїхати до наступної газової заправної станції.
Opel Zafira доступний у семи комплектаціях. Базовою є Design з її 17-дюймовими литими дисками коліс, системою кондиціонування повітря, Bluetooth, DAB радіо, можливістю підключення USB, CD/MP3 програвачем, круїз-контролем, бортовим комп'ютером та сенсорами паркування. Також, до бази автомобіля входить стерео система на шість динаміків. Самою оптимальною вважається комплектація Energy, яка до переліченого додасть супутникову навігацію. Комплектація Exclusiv є значно дорожчою, але багато додаткового обладнання очікувати не слід. Дана комплектація поділяється ще на три: Sri,  SE та Tech Line. Найвищою комплектацією є Elite, яка постачається з панорамним лобовим склом, панорамним люком та перфорованими шкіряними сидіннями. При бажанні можна оснастити моделі SE, Tech Line або Elite акустичною системою «Premium Sound System» на 315 ват з усіма можливими варіантами динаміків та не менше, ніж трьома сабвуферами. Базовою для моделей SE, Tech Line і Elite, але опційною для всіх інших, є система екстреної допомоги «OnStar», яка автоматично надішле повідомлення в разі аварії. Моделі SE, Tech Line і Elite можна оснастити системою «Front Camera» на додачу з адаптивним круїз-контролем, індикатором дистанції до транспортного засобу попереду та попередженням про зіткнення, автоматичним гальмуванням, системою слідкування за розміткою та функцією розпізнавання дорожніх знаків. Система моніторингу сліпих зон є ще однією опцією.

### Двигуни
Бензинові
- 1.4 л Turbo S/S I4 120 к.с. 200 Нм
- 1.4 л Turbo S/S I4 140 к.с. 200 Нм
- 1.6 л Turbo SIDI I4 170 к.с. 260 Нм
- 1.6 л Turbo SIDI I4 200 к.с. 280 Нм
- 1.8 VVT I4 115 к.с. 175 Нм

Дизельні
- 1.6 л CDTI I4 120 к.с. 320 Нм
- 1.6 л CDTI I4 135 к.с. 320 Нм
- 2.0 л CDTI I4 110 к.с. 260 Нм
- 2.0 л CDTI I4 130 к.с. 300 Нм
- 2.0 л CDTI I4 165 к.с. 350 Нм
- 2.0 л CDTI I4 170 к.с. 400 Нм
- 2.0 л BiTurbo CDTI I4 195 к.с. 400 Нм

Газові
- 1.4 л Turbo LPG ecoFLEX I4 140 к.с. 200 Нм
- 1.6 л Turbo LPG ecoFLEX I4 150 к.с. 210 Нм

## Четверте покоління/Opel Zafira Life (з 2019)

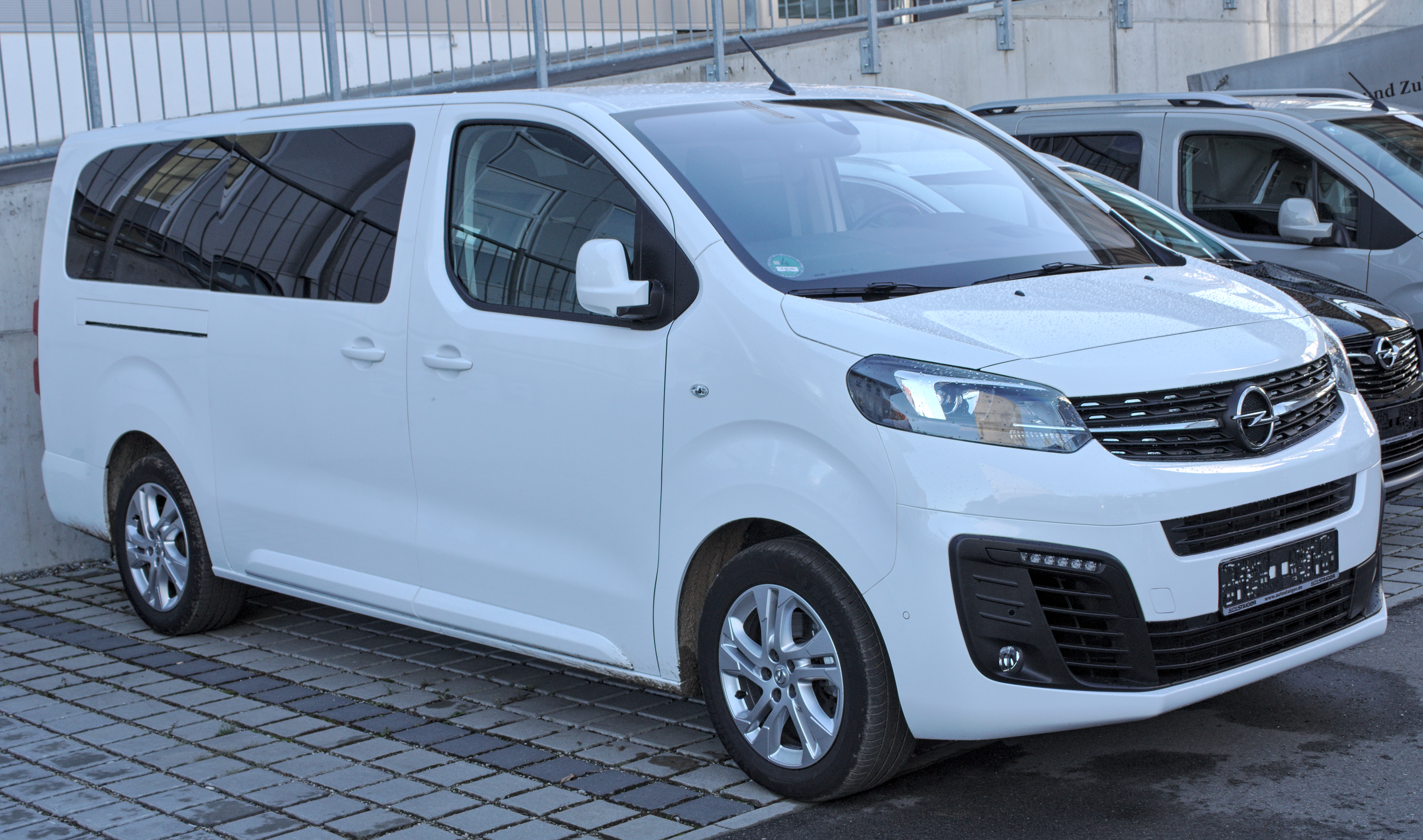
Opel Zafira Life (2019-2024)

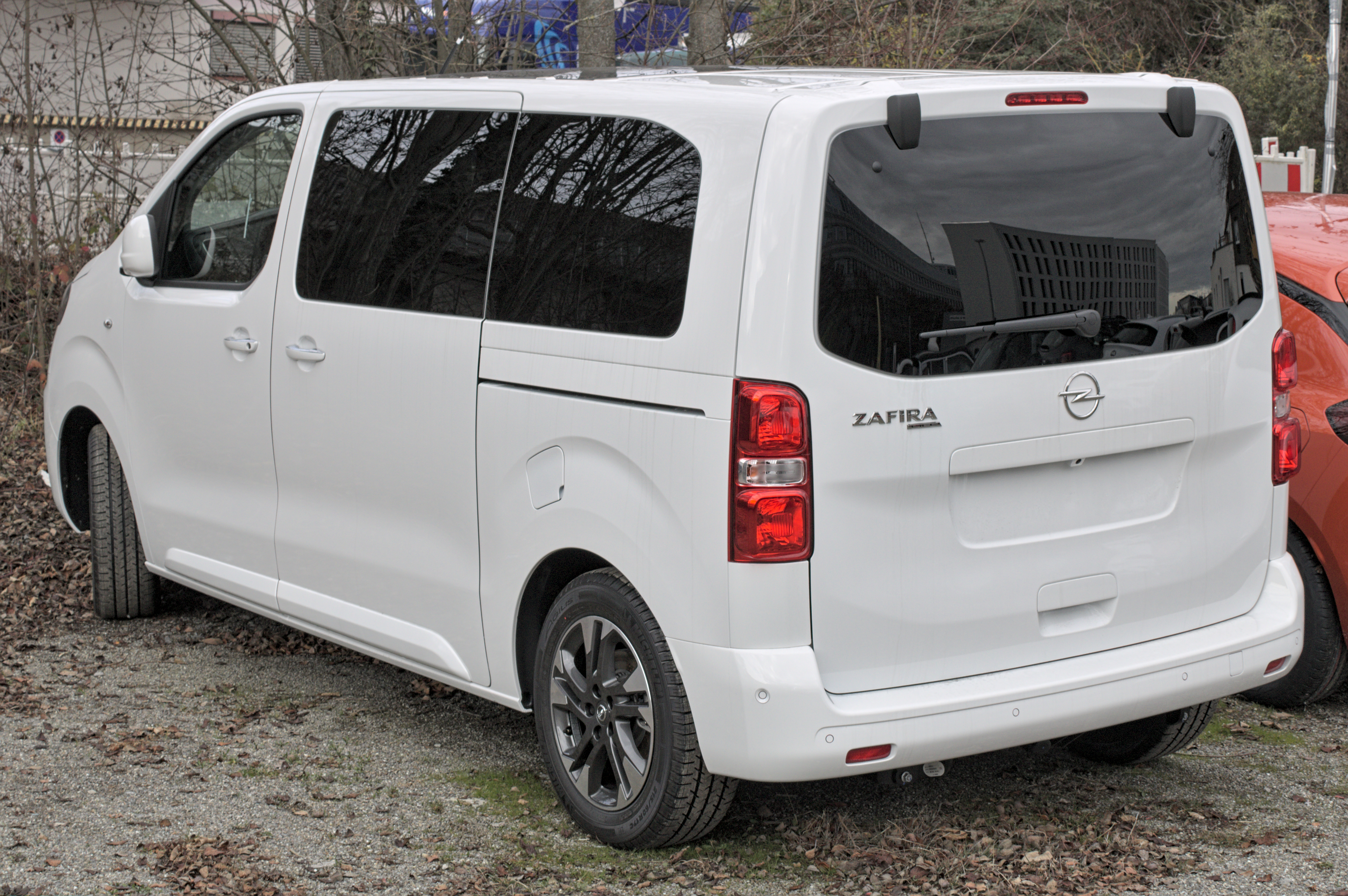
Opel Zafira Life

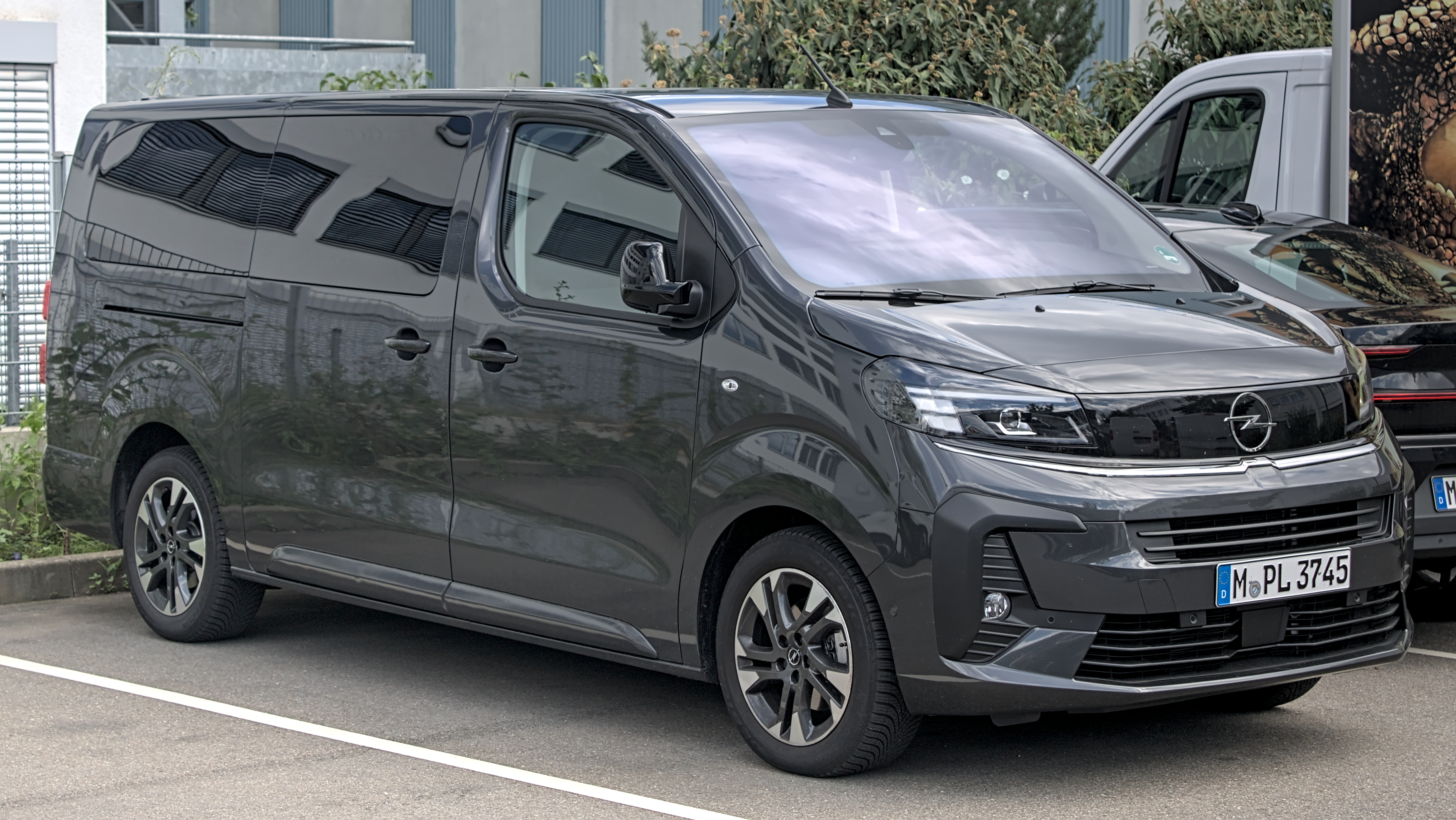
Opel Zafira Life (з 2024)

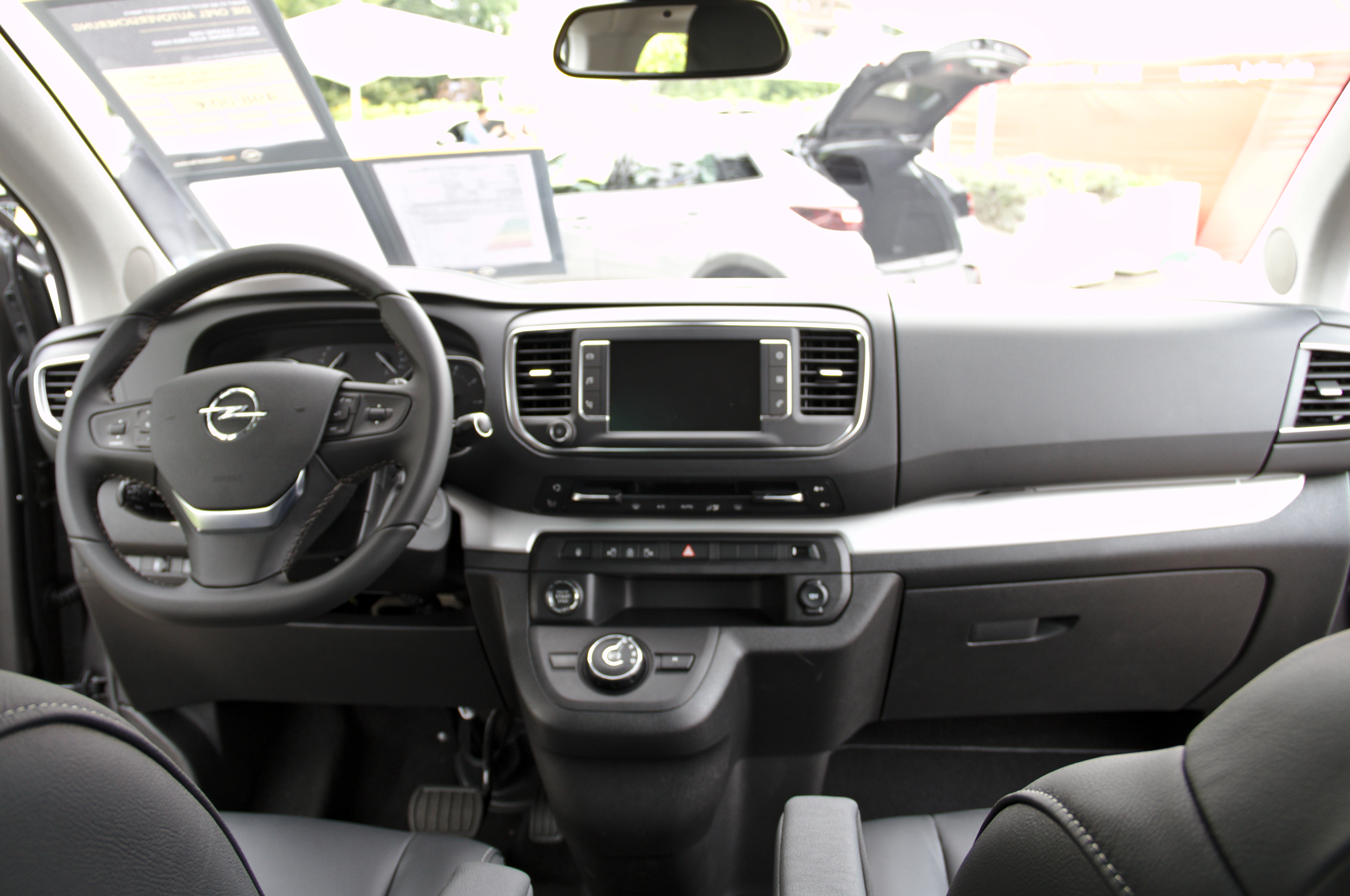
Opel Zafira Life

Мінівен Opel Zafira Life розроблений на платформі EMP2 і доступний в трьох варіантах по довжині. Це XS — 4,6 м, M — 4,9 м і найдовший XL — 5,3 м. Колісна база — 2,92 або 3,27 м.
На машині доступна опція hands-free для відкриття бічної зсувних дверей. Якщо руки зайняті, то досить піднести ногу під задній бампер і зсувні двері самі відкриються за допомогою електроприводу.
Opel Zafira Life оснащується передньою підвіскою типу McPherson зі стабілізатором поперечної стійкості. Задня підвіска — незалежна важільна, зі стабілізатором поперечної стійкості. Кермове управління оснащається гідропідсилювачем. Передні гальма дискові вентильовані, а задні — дискові. Гальмо стоянки механічне.
Автомобілі комплектуються двигунами 1.5 L Ford DLD-415 I4 та 2.0 L PSA DW10 Multijet I4.
Вантажна версія називається Opel Vivaro.

### Zafira-e Life
Після презентації електричного Vivaro-e з акумулятором у листопаді 2019 року Opel також представив Zafira Life із трансмісією від Opel Corsa-e потужністю 136 к.с. у червні 2020 року. Він надійшов у продаж наприкінці 2020 року. Доступні батареї двох різних розмірів. Варіант на 50 кВт*год забезпечує запас ходу відповідно до 230 км (цикл WLTP), варіант на 75 кВт*год – 330 км. З січня 2022 року, за винятком кількох країн (зокрема Швейцарії), пропонується лише електрична версія. Клієнти, яким потрібен двигун внутрішнього згоряння, можуть перейти на Opel Vivaro з Doppelkabine / Flexspace.

### Двигуни
- Дизельні

| Двигун         | Об'єм [см3 ] | Потужність [к.с.] ([кВт]) при об/хв | Крутний момент [Нм] при об/хв | Циліндри | Клапанний механізм | Максимальна швидкість км/год |
| -------------- | ------------ | ----------------------------------- | ----------------------------- | -------- | ------------------ | ---------------------------- |
| 1.5 Diesel 100 | 1499         | 102 (75)/3500                       | 270/1600                      | Р4       | DOHC/16            | 160                          |
| 1.5 Diesel 120 | 1499         | 120 (88)/3500                       | 300/1750                      | Р4       | DOHC/16            | 170                          |
| 2.0 Diesel 150 | 1997         | 150 (110)/4000                      | 370/2000                      | Р4       | DOHC/16            | 184                          |
| 2.0 Diesel 180 | 1997         | 177 (130)/3750                      | 400/2000                      | Р4       | DOHC/16            | 185                          |